# Hanomag
Hanomag (Hannoversche Maschinenbau AG) était une entreprise allemande fondée en 1871, spécialisée dans la construction de machines agricoles et de locomotives à vapeur, d'automobiles, de tracteurs, de camions et d'engins industriels. 
- la division automobile a été dissoute en 1951,
- la division matériel agricole a été reprise par Massey Ferguson en 1974,
- la division poids lourds, après sa fusion avec Henschel pour former Hanomag-Henschel et sa faillite en 1970, a été rachetée et intégrée dans Mercedes-Benz en 1971,
- la division ferroviaire a périclité dans les années 1930.

Hanomag s'était orienté dans le secteur des engins de chantier. Cette division a ouvert son capital au constructeur japonais Komatsu à partir de 1988 et est passée entièrement sous son contrôle en 2002 sous la désignation Komatsu Hanomag GmbH (KOHAG).

## Histoire
L'aventure démarre le 6 juin 1835, quand Georg Egestorff fonde l'entreprise Eisen-Giesserey und Maschinenfabrik Georg Egestorff. Elle fabrique des machines à vapeur agricoles dans le petit village de Linden, aujourd'hui intégré à Hanovre. En 1846, la société sort sa première locomotive, destinée à la ligne hanovrienne Lehrte-Hildesheim, puis continuera à travailler pour la compagnie de chemin de fer de Hanovre. En 1868, les héritiers Egestorff finissent par vendre toutes les parts de la société au propriétaire des chemins de fer Hannover-Altenbekener, Bethel Strousberg, qui en fait un fournisseur à locomotives très performant. Ce dernier la revend après l'échec d'un contrat en Roumanie pour la construction de locomotives et de 900 km de lignes ferroviaires. Un consortium bancaire acquiert toutes les parts et fonde, le 10 mars 1871, la Hannoversche Maschinenbau Actien-Gesellschaft. La société fournit des locomotives à toute l'Allemagne, grâce à une ligne ferroviaire reliée à l'usine par la gare Linden-Fischerhof dès 1872, et particulièrement à la Prusse qui a annexé la région. Elle devient en 1894 le principal fournisseur de la compagnie d'État d'Oldenbourg.
En 1905 démarre la production de véhicules de chantier, puis de transporteurs à partir de 1912 avant de commencer les tracteurs agricoles dès 1924, dont elle dominera le marché entre 1939 et les années 1950. C'est en 1924 que Hanomag commencera la conception de voitures de tourisme, puis en 1931 celle de camions en tout genre. Dès 1933, elle fabriquera des véhicules militaires de transport de troupe, des obusiers lourd et des canons anti-aériens. Pendant la Seconde Guerre mondiale, elle sera associée à la Maschinenfabrik Niedersachsen Hannover (MNH) dès 1939 pour développer et produire des véhicules militaires et autres équipements de guerre, notamment les chars « Panther » et Jagdpanzer V. Le consortium sera dissous en 1945.
L'après-guerre marque une ère nouvelle, avec en 1952 le rachat de la société par la Rheinstahl-Union (Rheinische Stahlwerke AG ou union des aciers du Rhin) qui en fait un acteur majeur sur le marché des tracteurs agricoles et des camions. Daimler-Benz rachète la division camion en 1971, le reste est acquis par le spécialiste américain du tracteur Massey Ferguson en 1974, puis passe sous l'égide de la holding IBH de Horst-Dieter Esch en 1980. L'entité renaît sous le nom Hanomag Baumaschinen Produktion und Vertrieb GmbH en 1984 grâce à Alfred et Helmut Gassmann et Günter Papenburg, puis Hanomag Aktiengesellschaft en 1988, avant l'entrée majoritaire du japonais Komatsu dans son capital dès 1989. Le Japonais commence alors la fabrication de ses chargeuses sur pneus dans les usines de Hanovre. En 1995, l'entité est rebaptisée Komatsu Hanomag Aktiengesellschaft et intègre Komatsu Europe, pour la production de compacteurs et de chargeuses. En 2000 sont lancés des modèles pour l'exploitation forestière, le creusement de tunnels ; puis Komatsu acquiert 100 % du capital pour fonder en 2002 Komatsu Hanomag GmbH.

## Épisode militaire
Dès 1933, en partenariat avec les industries de l'acier et aux côtés d'autres constructeurs comme Adler Werke, Auto-Union/Wanderer, Buessing-NAG, Demag, Hansa-Lloyd, Phaenomen, Saurer ou Skoda, Hanomag participe au réarmement de l'Allemagne. La part armement de son activité totale passe de 40 % en 1933 à 60 % en 1936, tout en quadruplant ses effectifs pour atteindre jusqu'à 10 000 employés. La production concernait les obusiers lourds, les canons anti-aériens, les munitions lourdes, des véhicules de transport et de génie militaire blindés, des véhicules de combat à chenilles et roues (Zugkraftwagen). Hanomag construit également sous licence un véhicule léger développé par le constructeur Stoewer, sous la désignation E l Pkw/20 B, à l'instar de BMW-Automobilwerk Eisenach (future BMW) sous la référence BMW 325 E l PKW/325.

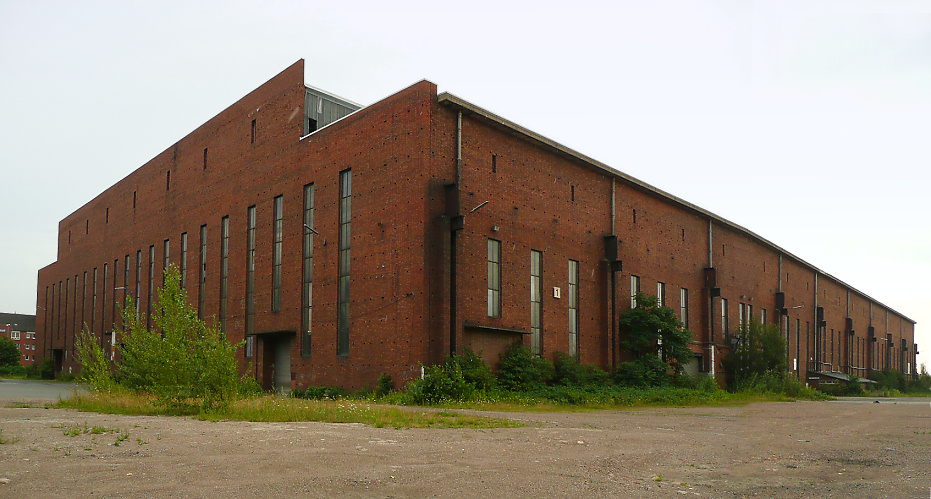
Le fameux Halle I ou U-Boot-Halle

L'architecte Emil Mewes est engagé pour l'édification d'usines nouvelles, notamment celle de la rue Göttinger en 1938 caractérisée par l'immense sculpture Hammermanns. En 1943 les bureaux et ateliers de l'époque Strousberg, toujours rue Göttinger, deviennent le fameux Halle I, anciennement destiné à la construction de sous-marins par la société Kriegsmarinewerft Wilhelmshaven, d'où le nom U-Boot-Halle qui lui est resté. Cet immense hall d'assemblage ne fut toutefois terminé qu'en 1944 ; il abrite depuis les années 1990 un centre de musique techno, la Cyberhouse, et depuis 2010 quelques commerces. Hanomag tenta à partir de 1940 un retour dans la fabrication de locomotives, il resta infructueux faute de capacité.
Les véhicules lourds comme le Halbkettenfahrzeug ou le Zugkraftwagen étaient équipés d'un moteur 6 cylindres diesel de 100 ch avec double cabine. La collaboration avec Stoewer et BMW aboutira, elle, à l'assemblage de 11 000 véhicules Leichten Einheits-Pkw (véhicule léger, Personnenkraftwagen), avec un châssis standardisé mais une motorisation propre à chaque constructeur. D'abord équipée d'un système de transmission intégrale complexe à roues avant et arrière directionnelles (Typ 20B), avec différentiel automatique, les versions d'après 1940 (Typ 40) adoptèrent une configuration plus classique en traction.

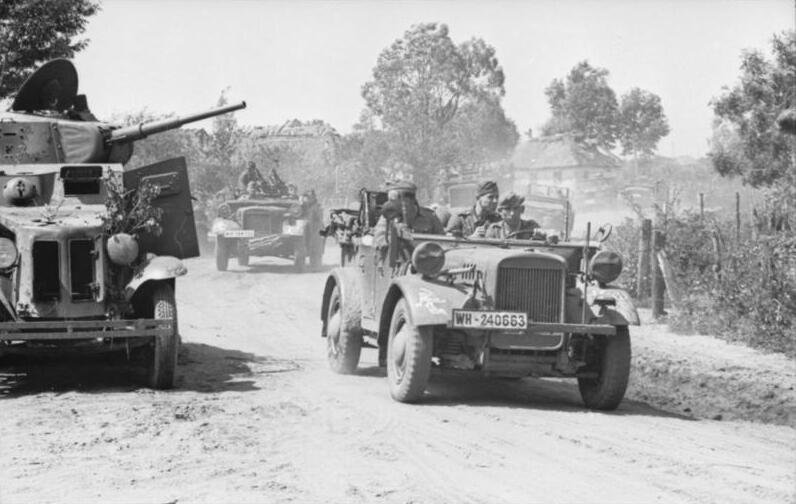
Leichter Einheits-Pkw
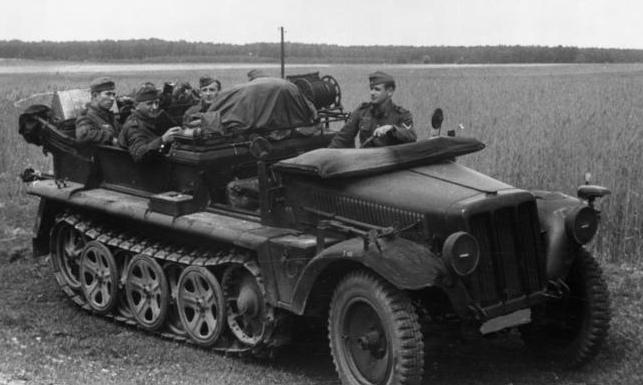
Halbkettenfahrzeug SdKfz 10 au front russe
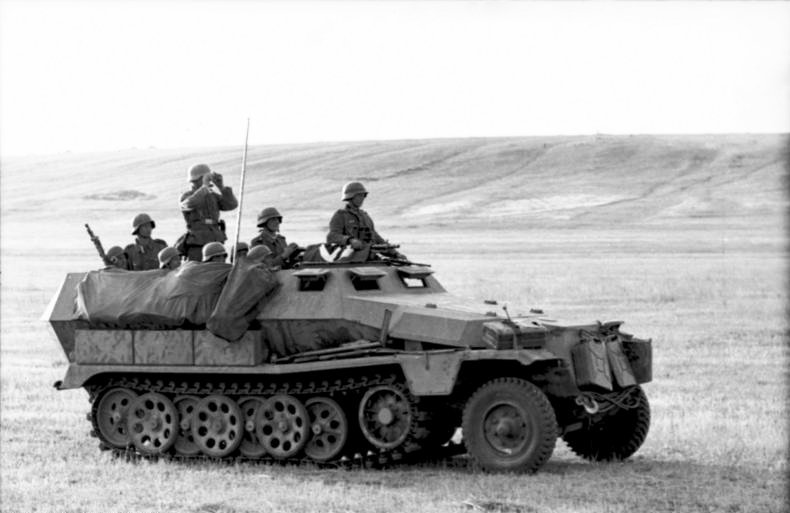
Schützenpanzerwagen Sd.Kfz. 251
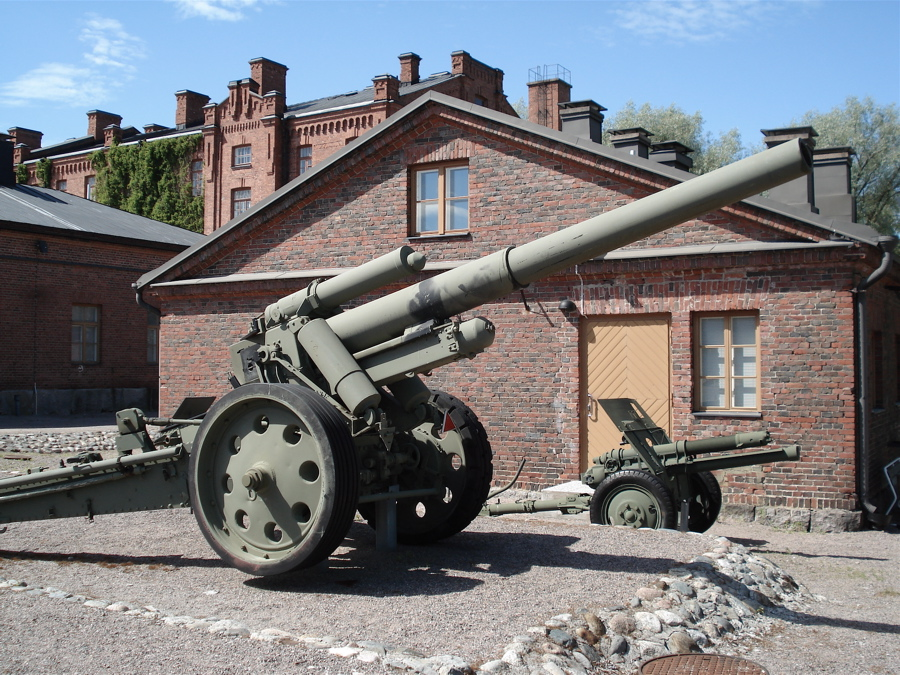
Obusier lourd 150 mm

## Komatsu Hanomag

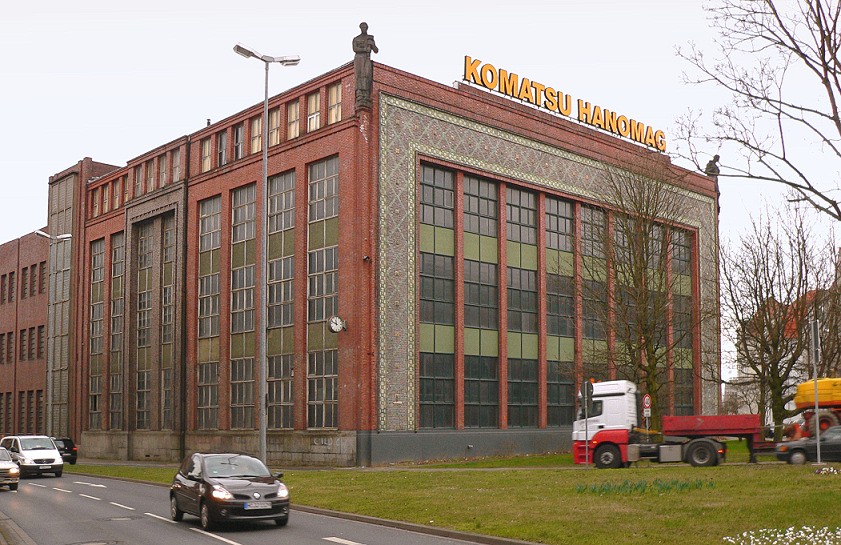
Usine de Hanovre

En 2002 le partenaire japonais Komatsu acquiert l'ensemble des parts et fonde l'unité Komatsu Hanomag de droit allemand, désignée KOHAG. Les infrastructures et le siège de Hanovre seront conservés. En 2004 Komatsu y établit son Centre technique européen (EUTC), destiné à développer des machines au standard européen. Dès 2005 le site de Hanovre recevra le développement et la production des excavatrices sur pneus, de série PW-7, en plus des chargeuses sur pneus (série WA-6).

### Engins de chantier
Le site de Hanovre développe et produit des chargeuses et des excavatrices au standard européen. 
- Chargeuses série WA-6

La série comprend des chargeuses légères (WA65-6 et WA100M-6), des chargeuses moyennes entre 9 et 15 tonnes (WA150PZ-6 et WA320PZ-6), et la catégorie 17 à 33 tonnes (WA380-6 et WA600-6).
- Excavatrices sur pneus série PW-7

Série PW140-7 et PW220-7.

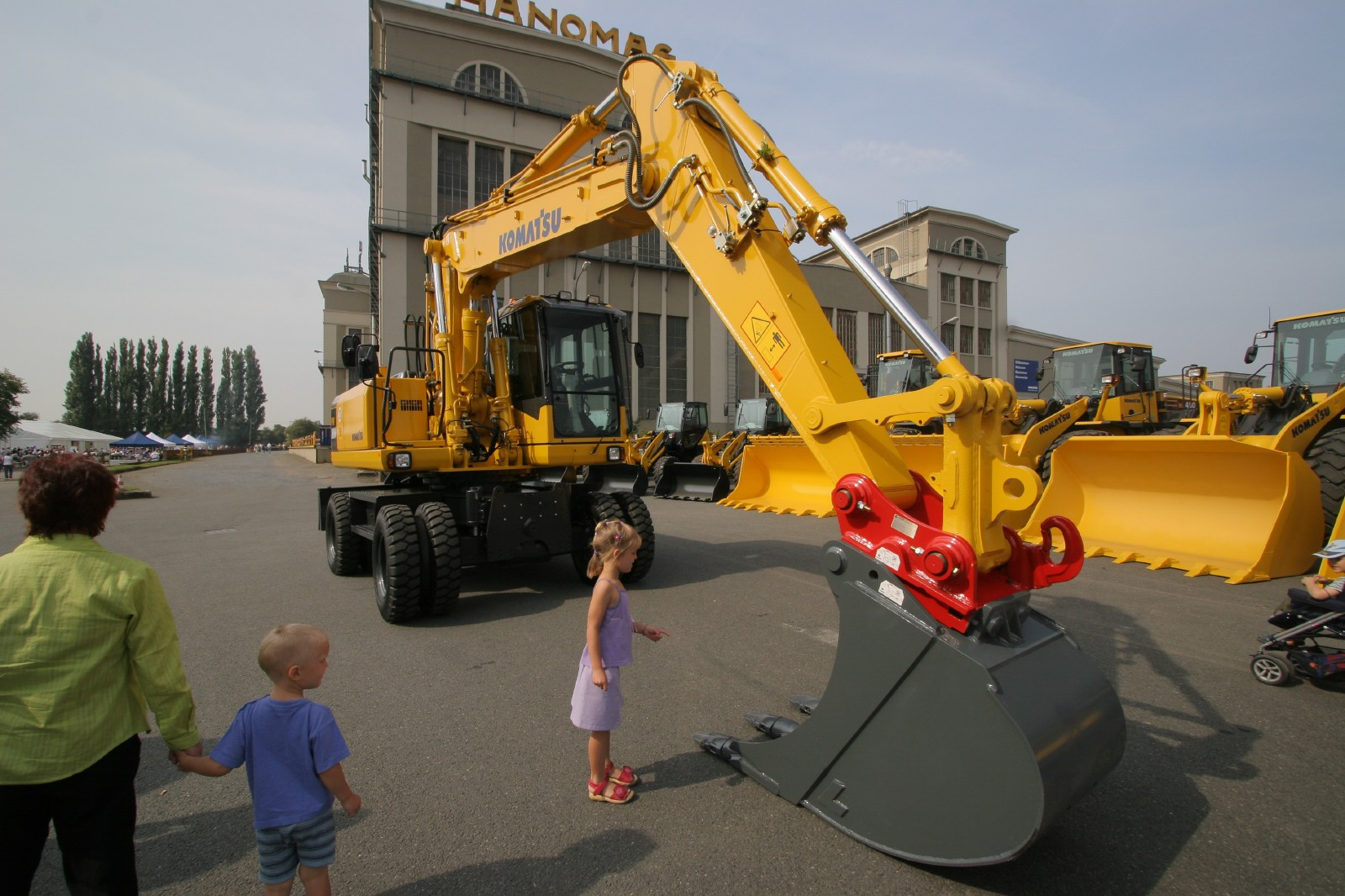
Excavatrice sur pneus sur le site Hanomag
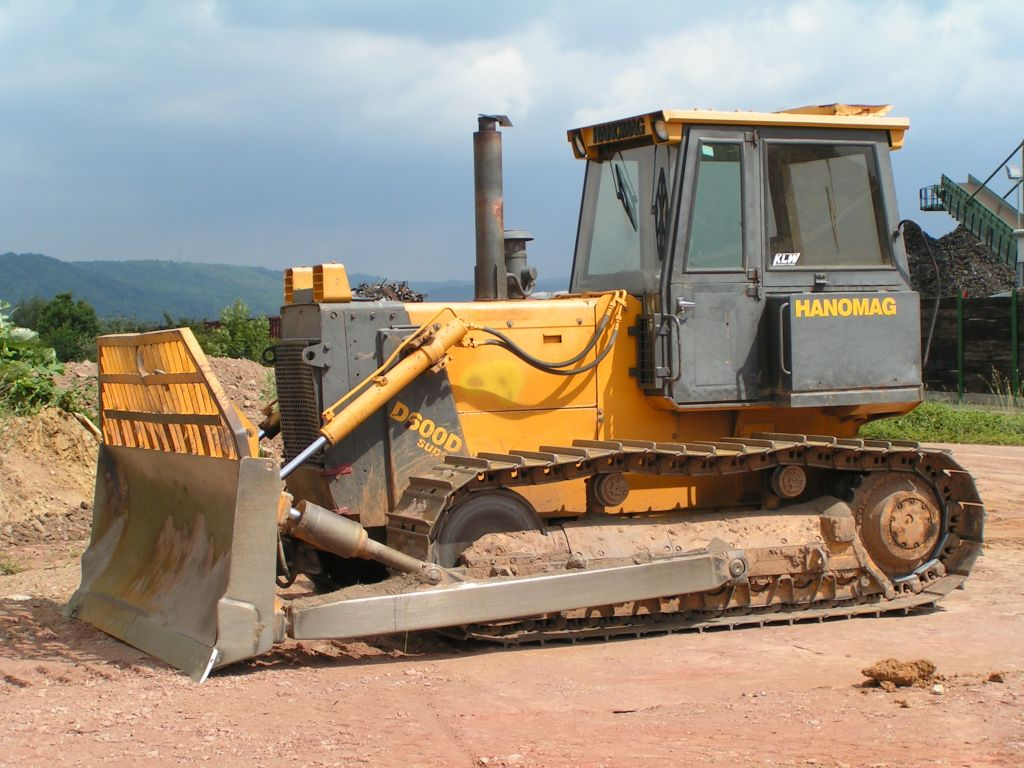
Bulldozer D600D Super
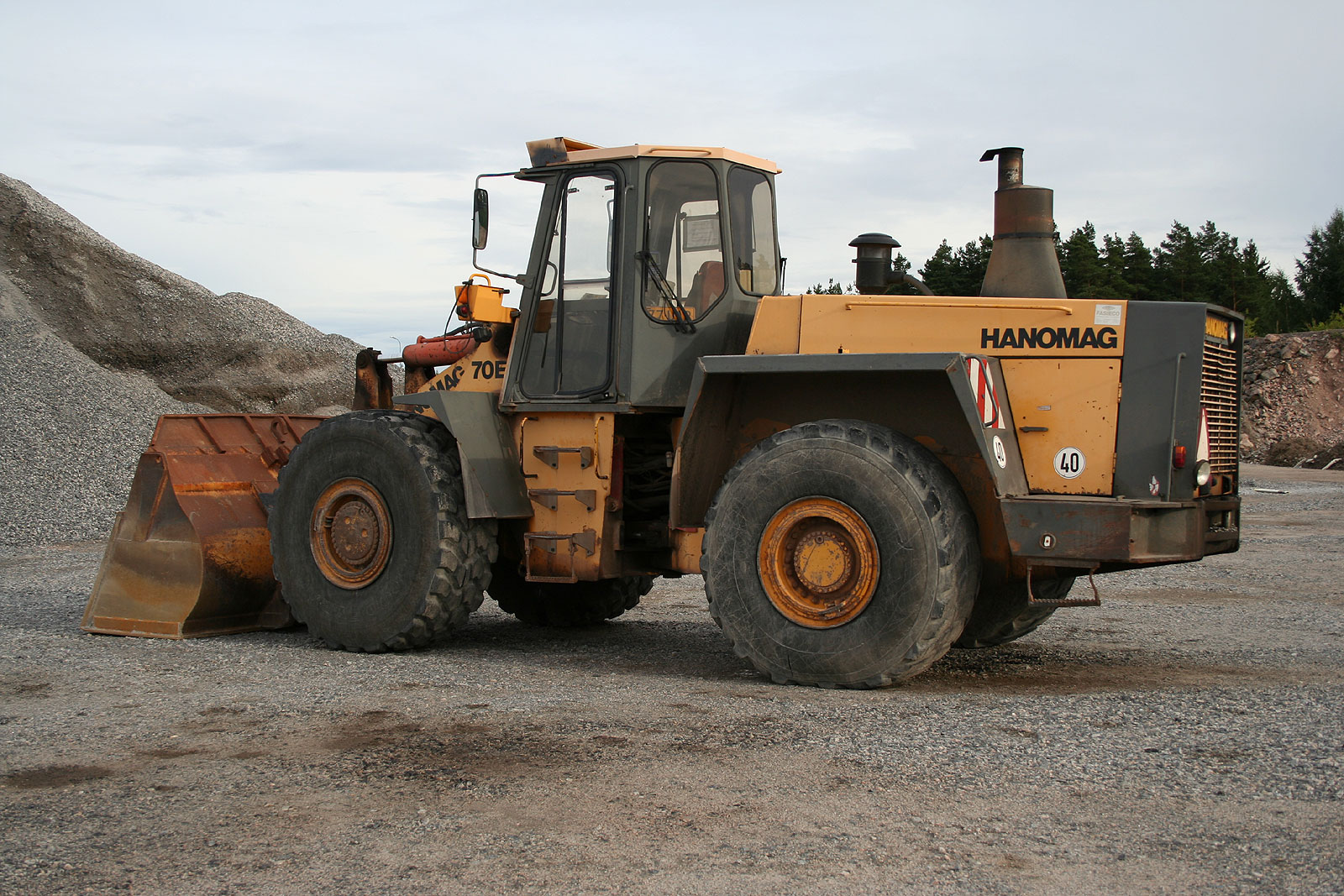
Chargeuse sur pneus 70E

## Véhicules anciens

### Locomotives

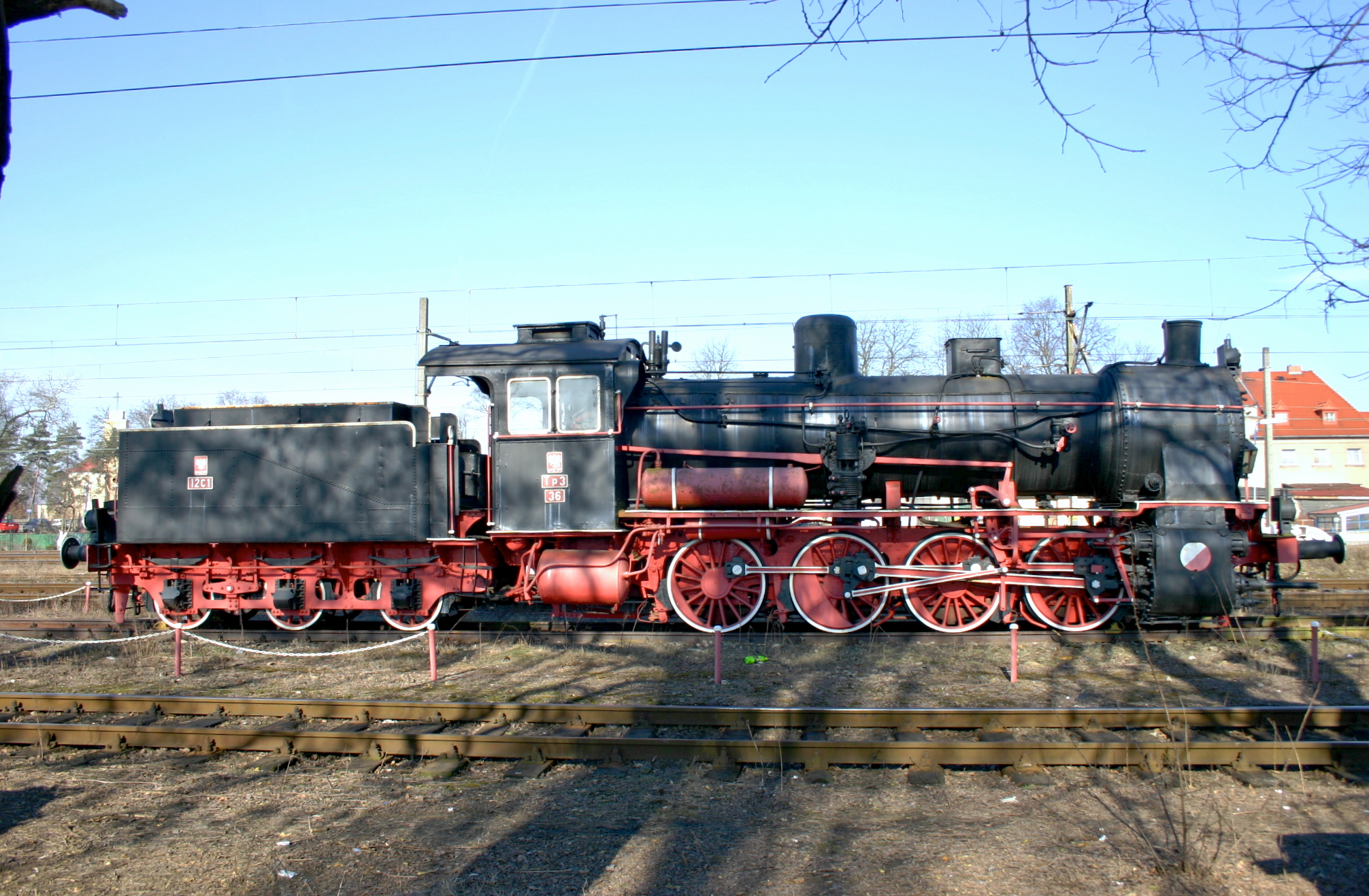
Une prussienne G8 polonaise.

Initialement concepteur de machines à vapeur pour les travaux agricoles, c'est tout naturellement que l'entreprise de Georg Egestorff s'orienta vers les locomotives à vapeur, dans le contexte du rail naissant. L'entreprise en deviendra le principal constructeur sur le marché allemand. Après la mort du fondateur, en 1868, l'industriel et propriétaire foncier prussien Bethel Henry Strousberg rachètera la société pour faire de la future Hannoversche Maschinenbau AG, fondée ensuite par un consortium de banques d'affaires, le premier constructeur de locomotive d'Europe. Premier fournisseur des réseaux ferrés de Prusse, elle sera à partir de 1894 le constructeur exclusif des Chemins de fer d'État grand-ducaux d'Oldenbourg (de), la compagnie ferroviaire d'Oldenburg. Après 10 578 unités produites, l'activité périclite à partir des années 1930 ; Hanomag cèdera sa division locomotive à vapeur aux usines Henschel basées à Cassel.
- La Ernst August

Le premier modèle sort des ateliers le 11 juillet 1846, sous le nom princier « Ernst August ». L'engin doit participer à la course organisée par Hanovre, en vue de remporter un appel d'offres pour desservir la ligne entre Lehrte et Hildesheim. Les ateliers de Georg Egestorff gagnèrent avec un temps de trajet de 56 minutes seulement, ce qui en fit la seconde plus rapide locomotive d'Europe. Destinée d'abord au transport de voyageurs, la locomotive exécutera aussi du transport de marchandises. Grâce aux améliorations techniques apportées en 1861, notamment aux trois essieux, la locomotive restera en service jusqu'en 1872. Les premiers modèles pesaient environ 21,9 tonnes pour un coût unitaire de 34 500 Reichsmark de l'époque.
- Les prussiennes séries S et G

Datant d'avant la Première Guerre mondiale, ces séries de locomotives à vapeur ont été développées et construites en partenariat avec Hanomag. On y trouve les S1 ; S5.1 ; S7 ; S9 ; G8 ; G10 et G12. La G8.1 restera la plus produite par l'usine de Linden avec 999 unités, ce qui représentait 20 % de la production totale.
La S1, locomotive expresse à configuration 1B proposait trois modèles. Le premier, construit à 30 exemplaires entre 1871 et 1874, fut la Durchbrenner pour la compagnie de Cologne-Minden. Le second modèle était la Verbundmaschine, construite à 14 unités entre 1884 et 1887 en partenariat avec Henschel. Le troisième nommé Normalbauart fut conçu pour les lignes rapides (80 km/h), construit à 261 exemplaires entre 1885 et 1898 il fut exploité jusqu'en 1924. La classe des G8, construite entre 1902 et 1913 à 1 054 exemplaires aura connu une prolongation avec la G8.1 Renforcée (17 t par essieux), construite à plus de 5 000 exemplaires entre 1913 et 1921. Si la G8 aura été exploitée jusqu'en 1969, on retrouvera encore des G8.1 exploitées en Allemagne de l'est jusqu'en 1972.
- Les VR finlandaises

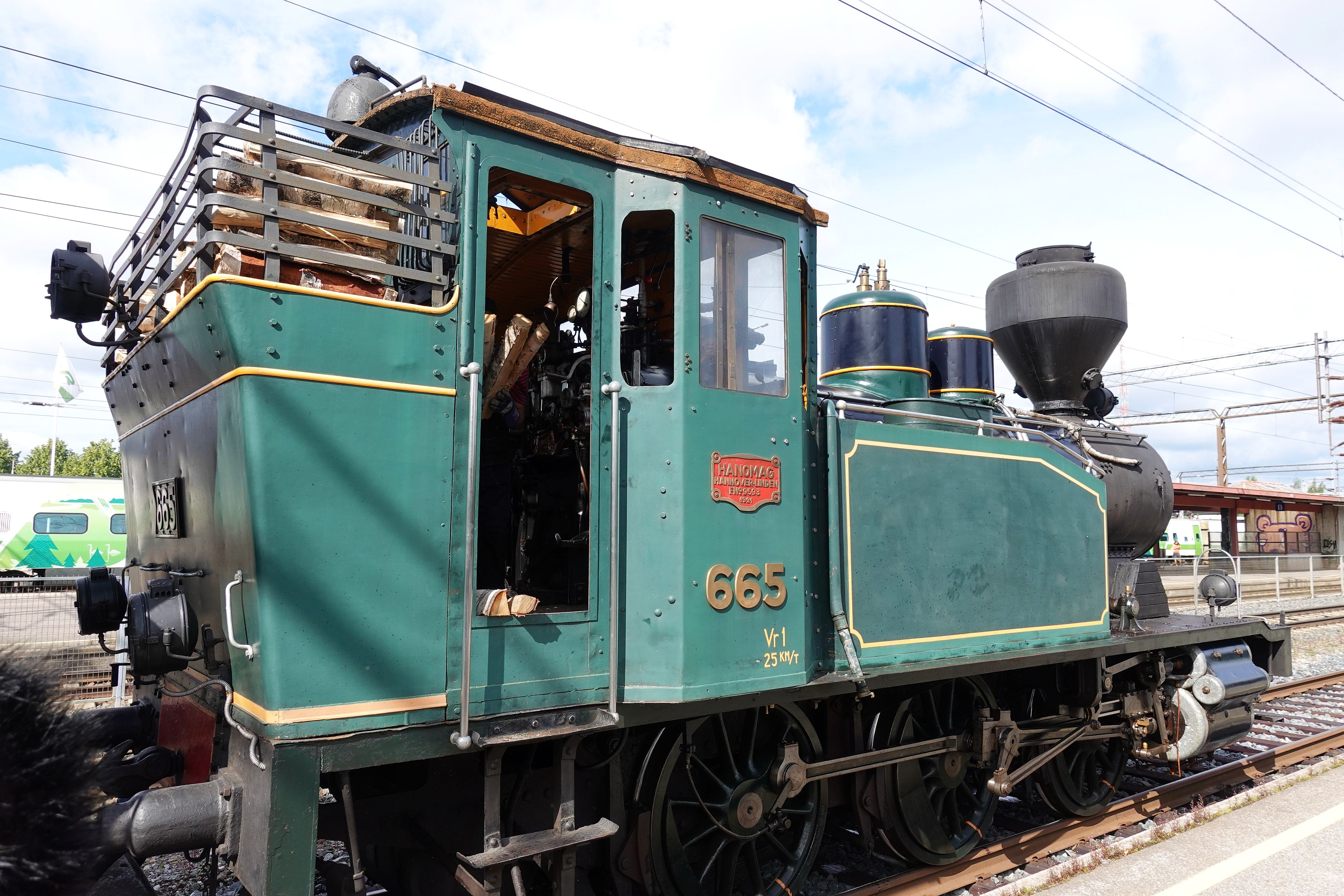
La locomotive Vr1 finlandaise

Hanomag développa deux modèles de locomotives à destination de la Finlande, la VR Class Pr1 et la VR Class Vr1. La première, destinée au transport de passagers, était conçue pour fonctionner dans les deux sens sans changer la position de la locomotive, avec une vitesse limitée à 80 km/h. Une version plus puissante, désignée Vr3, en fut déclinée. Hanomag délivra les six premières en 1924, les suivantes furent construites sous licence en Finlande jusqu'en 1926. Les Pr1 auront été exploitées pour le transport de passagers jusqu'en 1968, puis reléguées au transport de fret jusqu'en 1972. La seconde, désignée L1 jusqu'en 1942 puis Vr1, aura été en service de 1913 à 1975.
- Éléments pour centrales thermiques

Grâce à son savoir-faire dans les locomotives, Hanomag livrera également des chaudières à tubes pour les centrales thermiques.

### Voitures
Hanomag pénètre sur le marché de l'automobile en 1923 avec un projet de voiture accessible et légère. Deux jeunes inventeurs, Carl Pollich et Fidelis Böhler, fondent une petite société à Berlin, en 1923, la Kleinmotorwagen AG. Leur maigre capital d'investissement ne leur permet que l'assemblage de deux prototypes, ce qui suffira pour séduire Paul Klapproth, alors président de Hanomag. Ce dernier engage les deux inventeurs et commercialise la première voiture de la société sous la désignation Typ 2/10 PS, en 1925. Elle sera nommée Kommißbrot, en raison de sa ressemblance avec le petit pain de l'armée. L'épopée durera jusqu'à la Seconde Guerre Mondiale, où le constructeur devra s'engager dans la conception de véhicules militaires. En 1951 il tentera un retour vers l'automobile civile, sans succès.
- Typ 2/10 PS, Kommißbrot
- Typ P 3/16 PS ; Typ 53 3/16 PS ; Typ 63 4/20 PS
- Typ N 53 3/17 PS ; Typ N 63 4/23 PS ; Typ 900 3/17 PS ; Typ 11 4/23 PS
- Typ 15 6/32 PS ; Typ 15/K ; Typ 15/K2 ; Typ D19 A Diesel ; Typ D19 K Diesel, Rekord
- Typ 11/4 ; Typ 11/35 ; Typ 11/36, Garant ; Typ 11 K, Kurier
- Typ 22 K ; Typ 23 K ; Typ 23 KI, Sturm
- Typ 13, 1,3 Liter Autobahn
- Partner

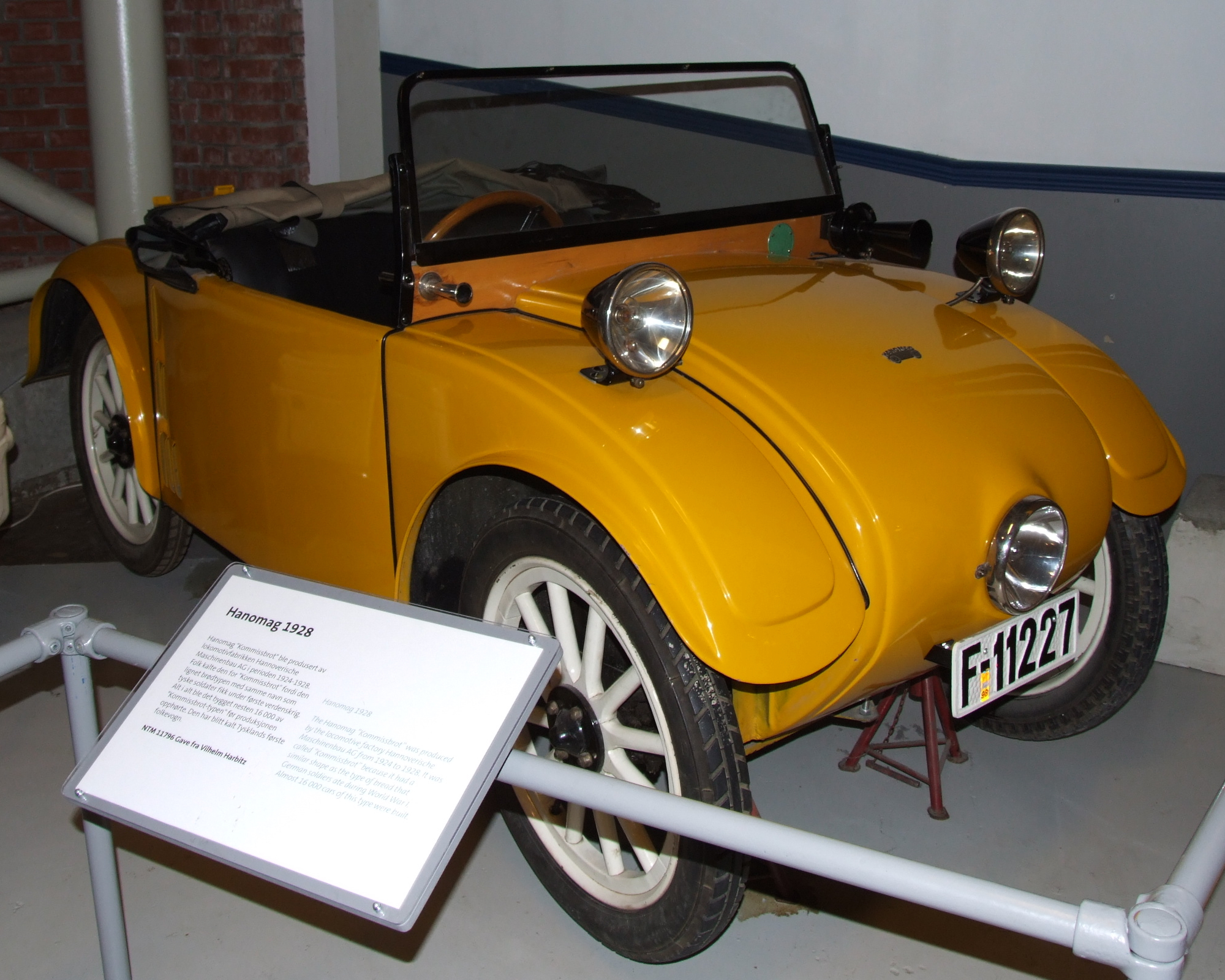
Komissbrot 1928
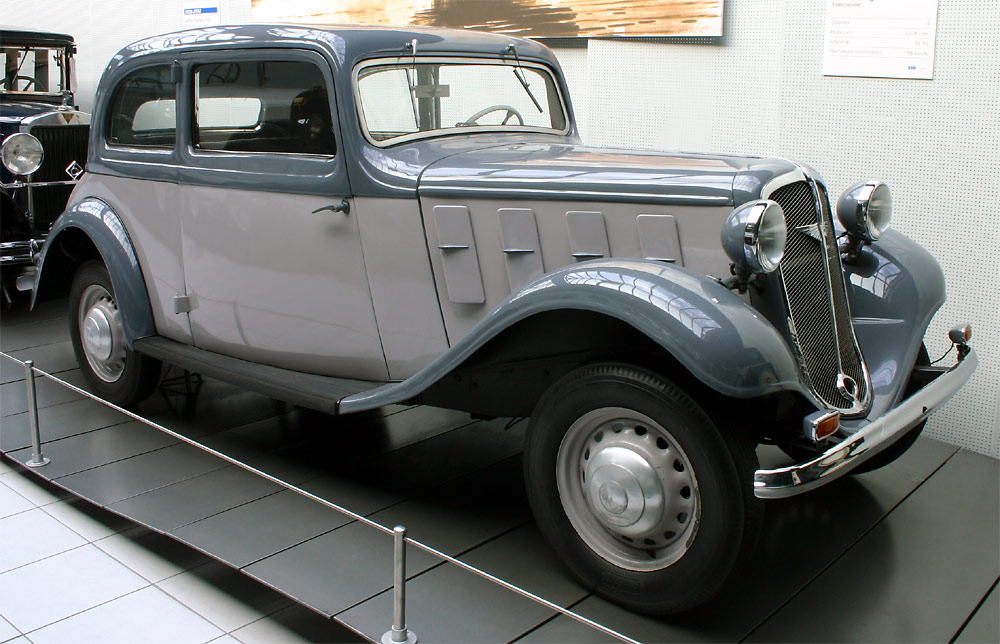
Rekord 15K 1938
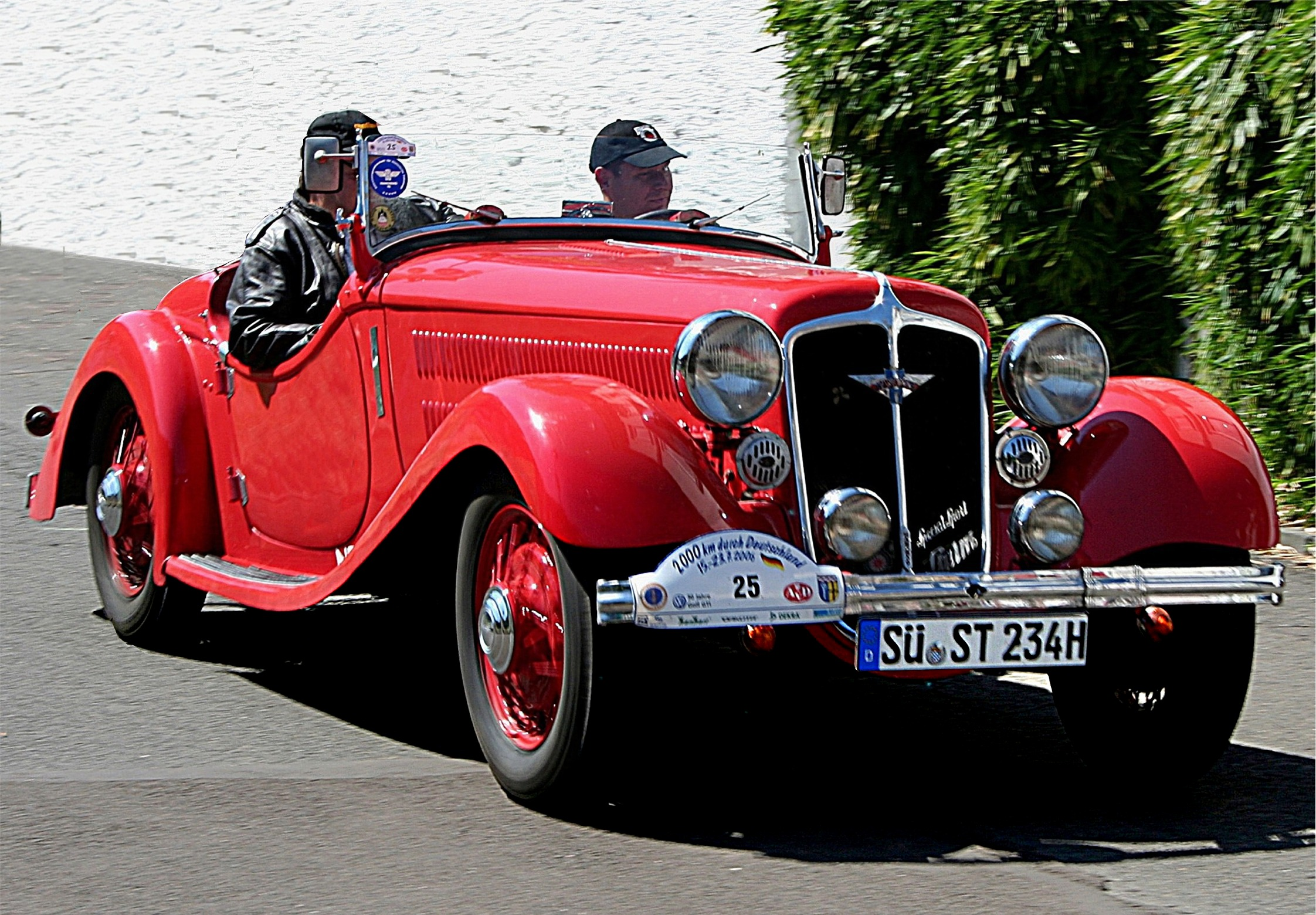
Sturm cabriolet 1934
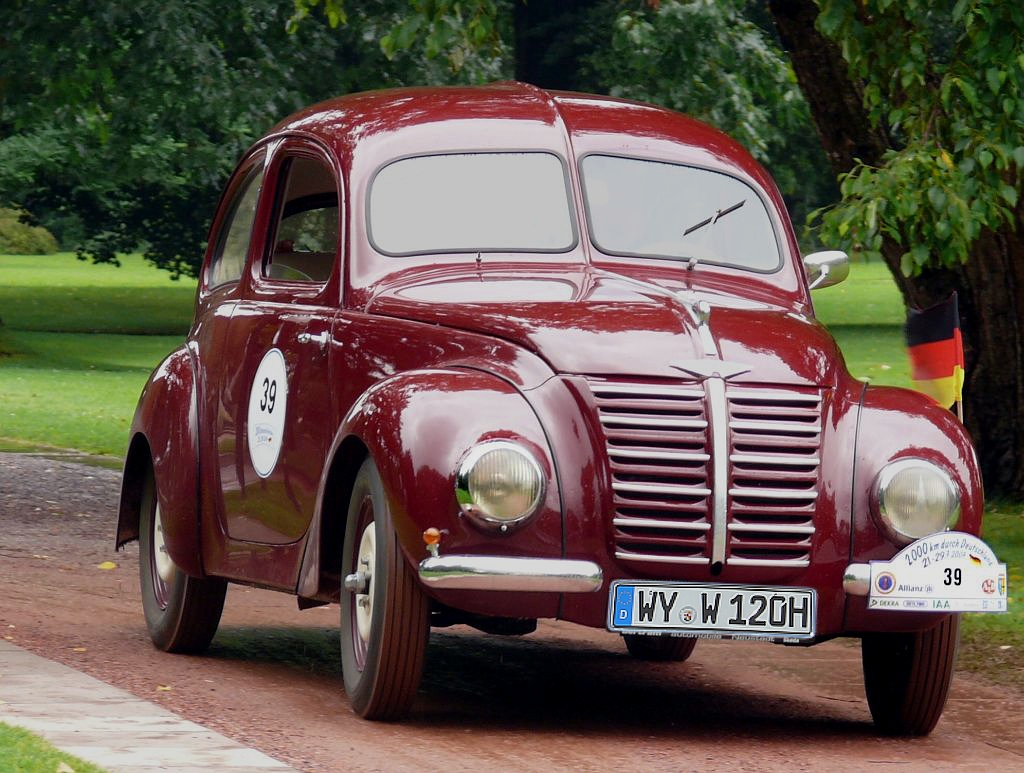
Typ 13 Autobahn 1940
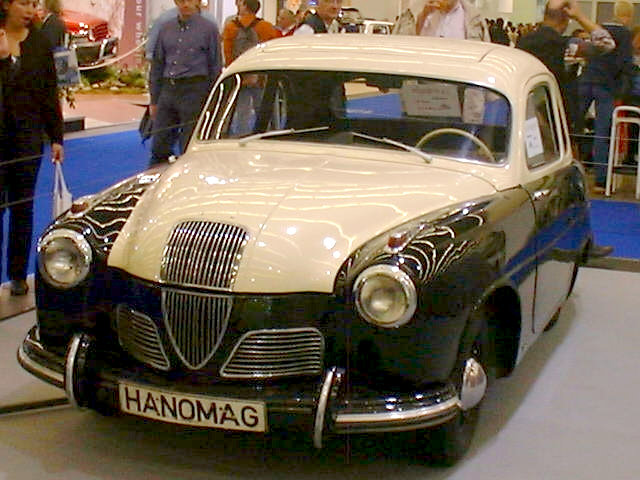
Partner, prototype de 1951

### Tracteurs agricoles

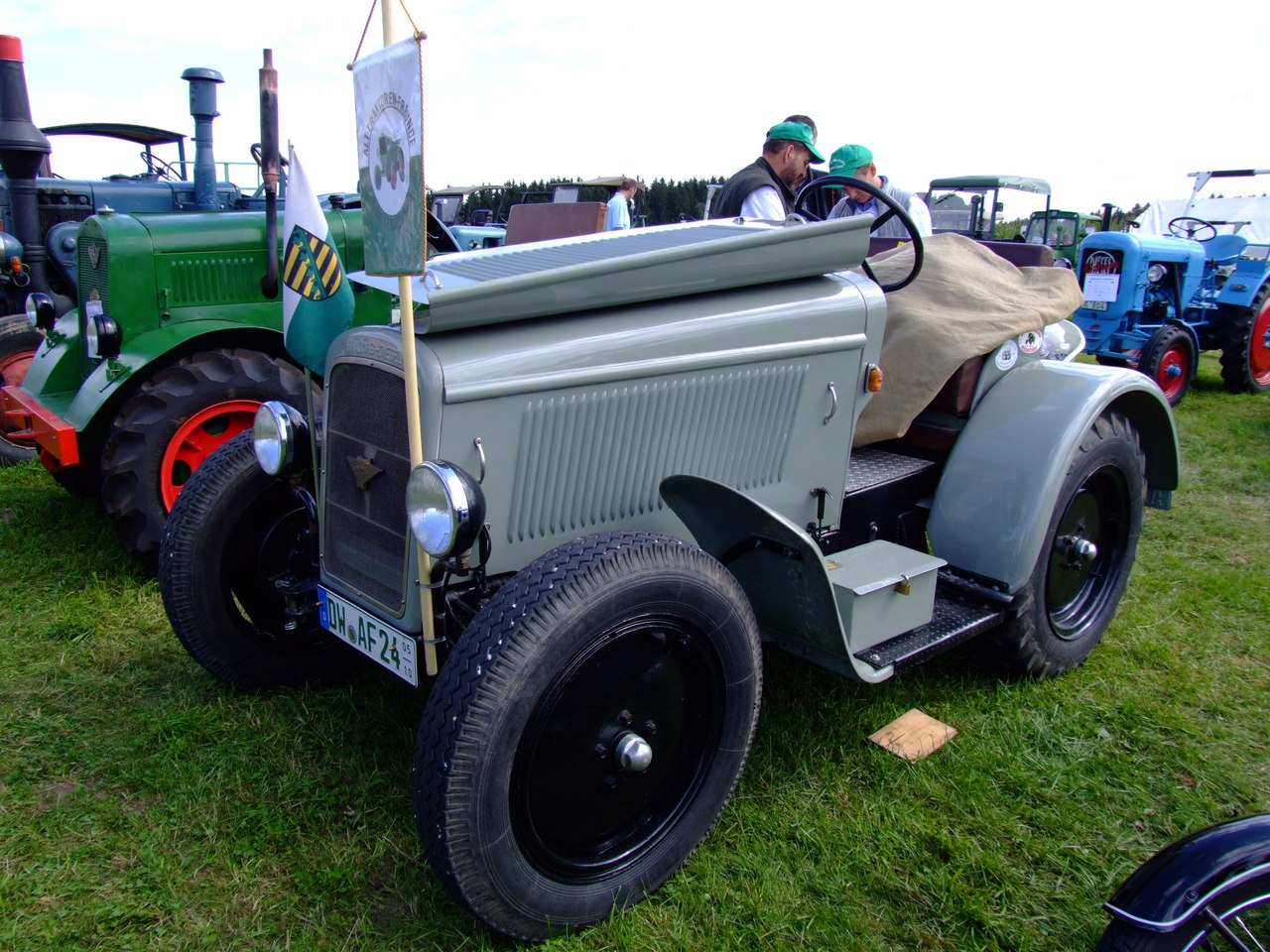
Hanomag RL20 (1938)
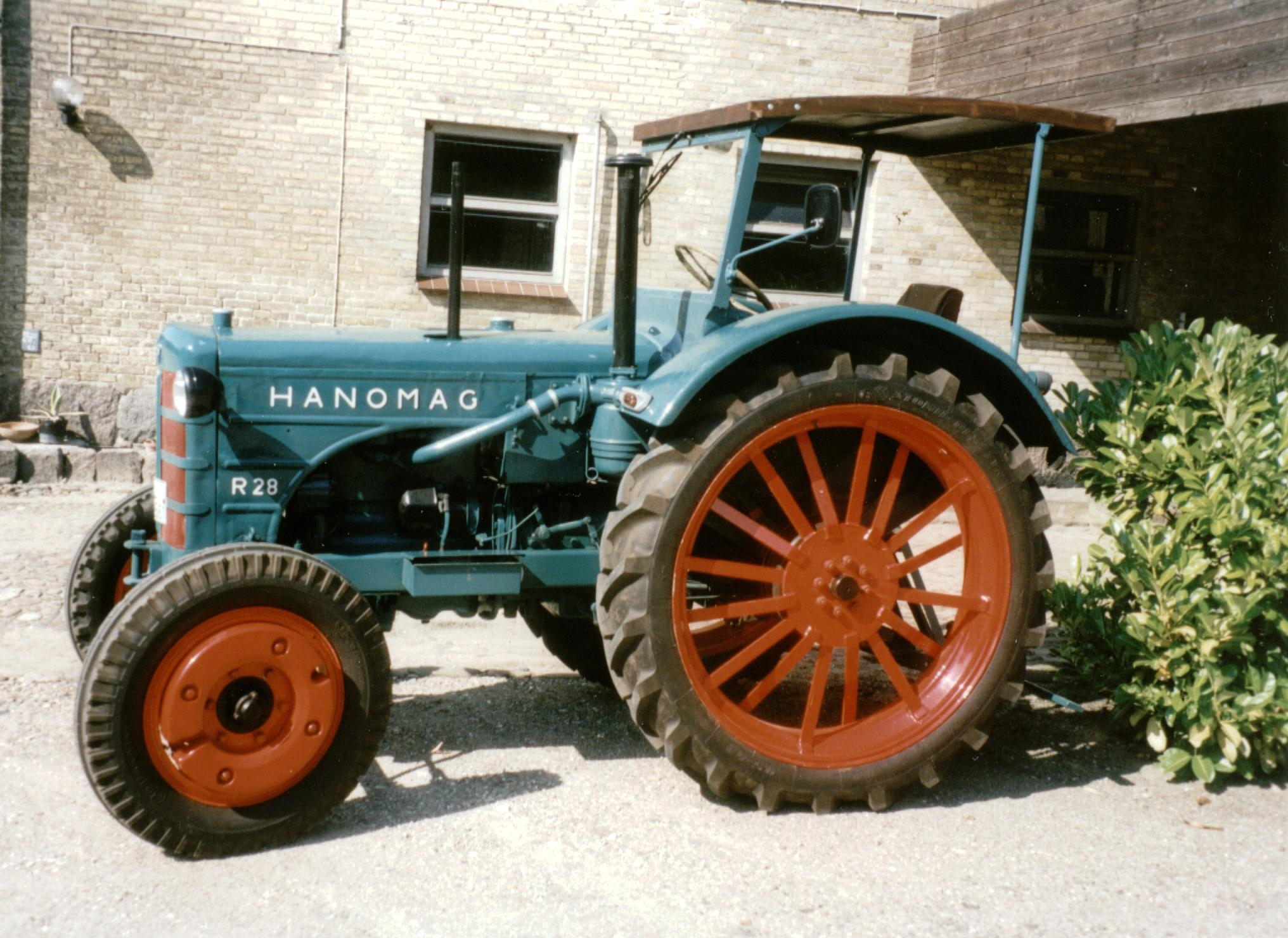
Hanomag R28 A (1952)
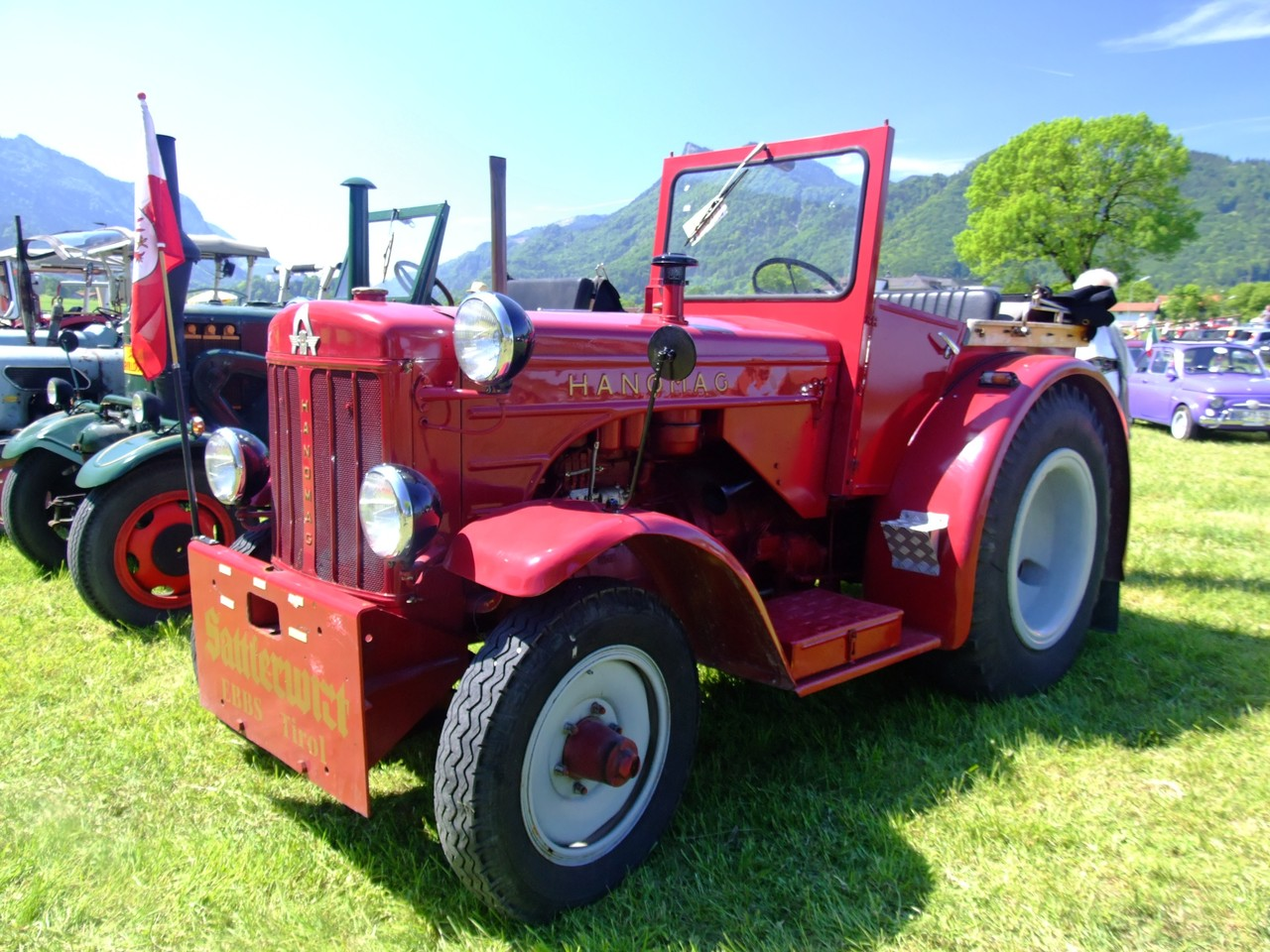
Hanomag R445 ATK (1963)
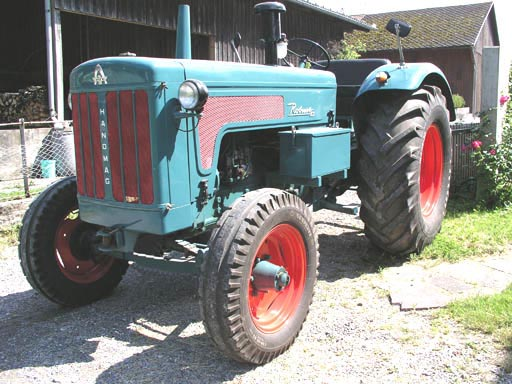
Hanomag Robust 800 (1965)
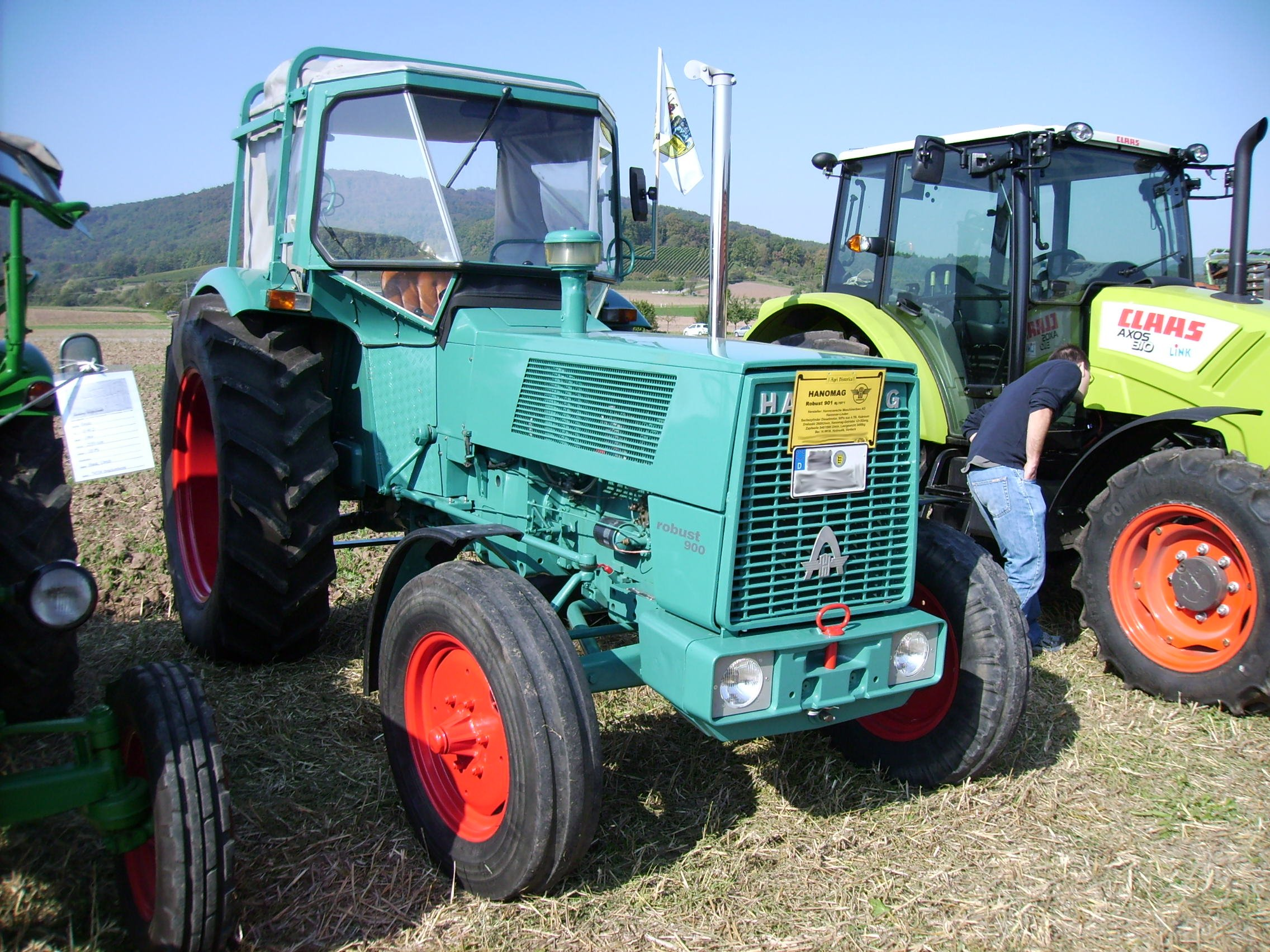
Hanomag Robust 900 (1971)

### Camions
La production de camion commence en 1905 sous la direction de Peter Stoltz, avec d'abord un moteur à vapeur, pour s'interrompre en 1908. Ces modèles seront également produits sous licence par la Süddeutsche Automobil-Fabrik (SAF) de Gaggenau et par Friedrich Krupp de Essen. Les moteurs à essence apparaissent à la reprise de la production de camion, en 1925, pour des charges de 3 à 4 tonnes. Les années 1940 verront apparaître des véhicules remorqueurs puissants, dont le SS 100 (Straßenschlepper) surtout connu pour avoir servi à tracter les réservoirs d'oxygène des fusées V2 pendant la seconde guerre mondiale. La fin des années soixante marque une transformation, avec d'abord l'acquisition du constructeur de fourgon Tempo, en 1967, qui donna naissance entre autres au Matador E, au F25 et F46. Puis avec la fusion avec Henschel en 1968, constructeur de véhicules lourds, qui donnera des séries de tracteurs lourds. La division camion Hanomag sera désormais désignée Hanomag-Henschel, jusqu'à sa cession à Daimler-Benz en 1970. Les camions conserveront toutefois la marque Hanomag-Henschel jusqu'en 1973 avant de changer définitivement de nom. Daimler-Benz reprendra par exemple la fabrication du F46 sous la désignation T1, à partir de 1977.

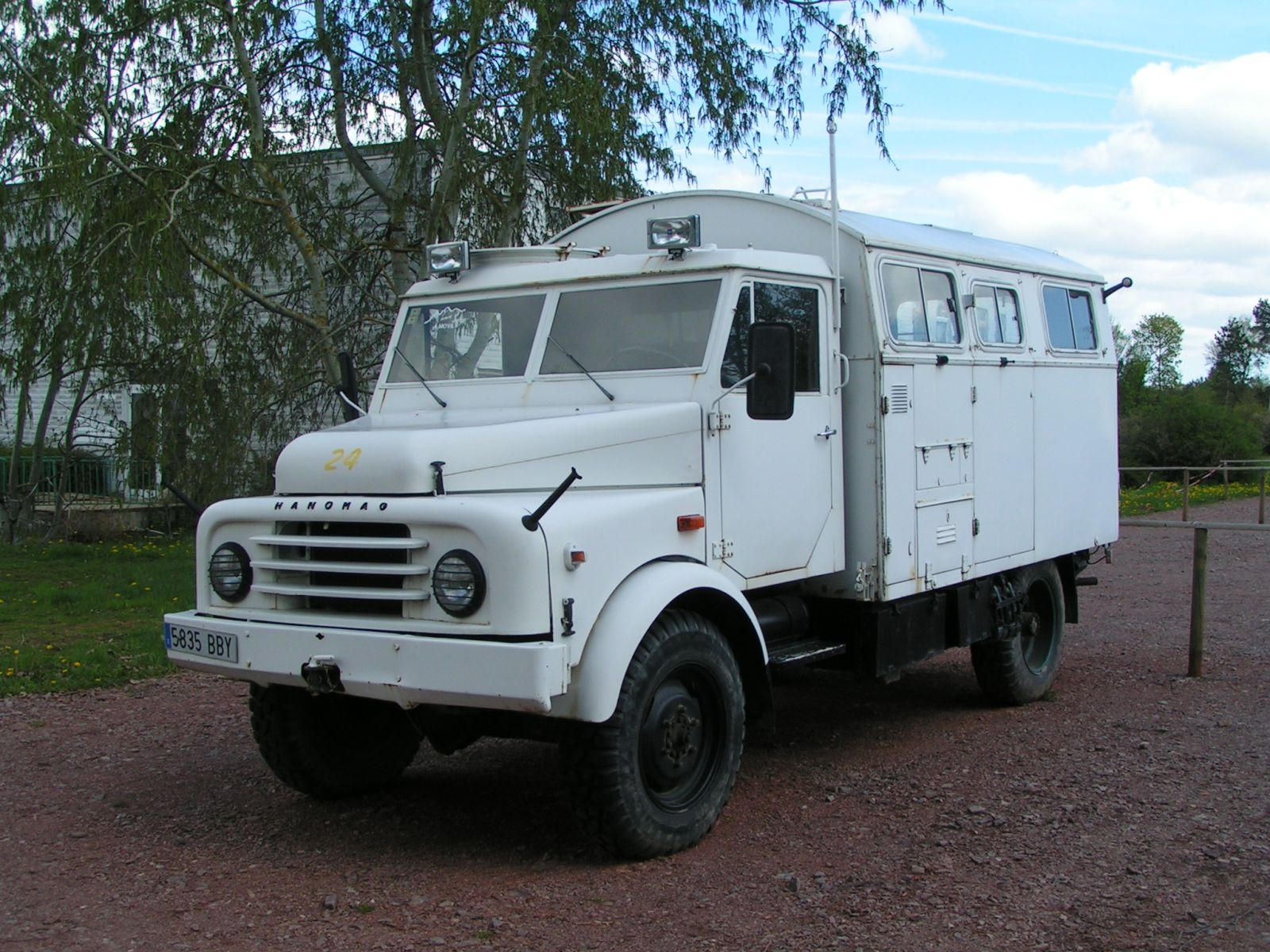
Hanomag A-L 28 d'exploration
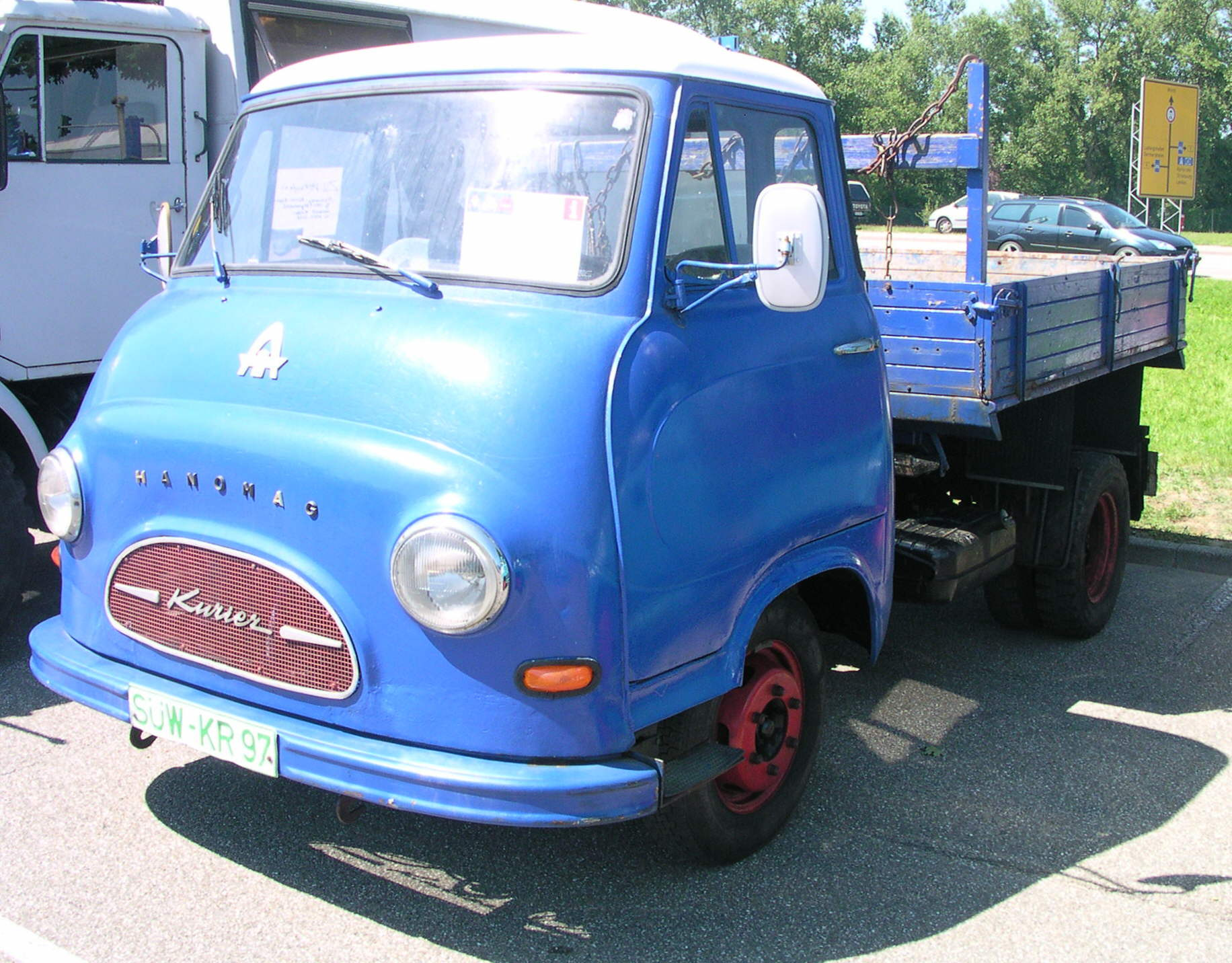
Hanomag Kurier plate-forme
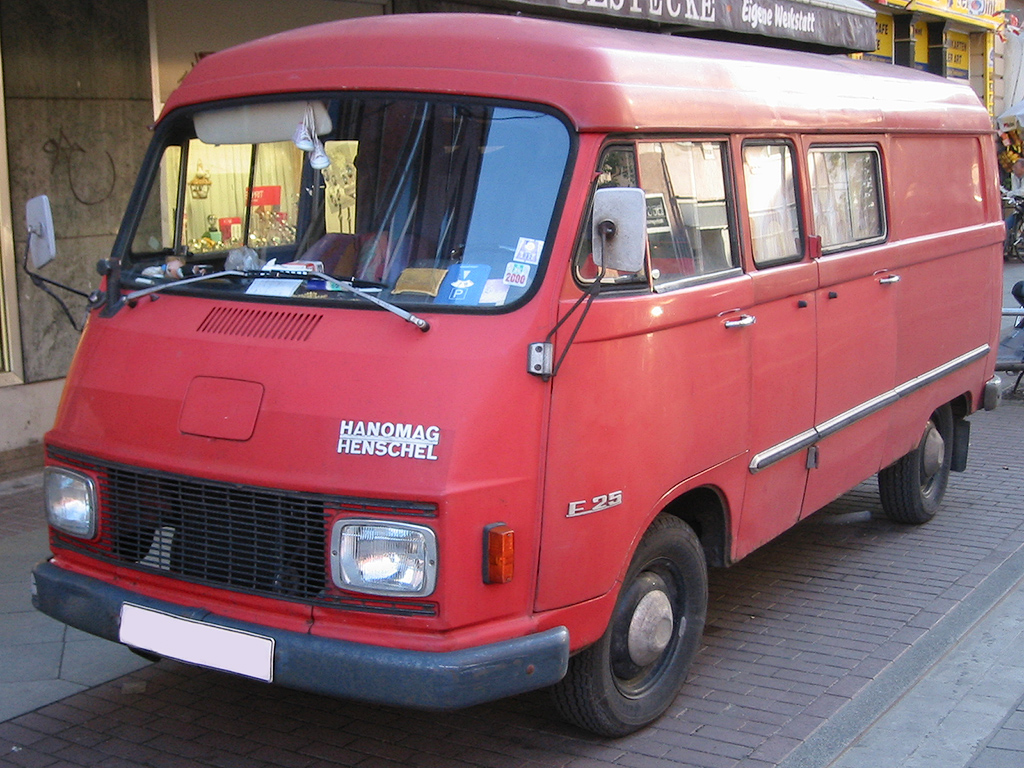
Hanomag-Henschel F25
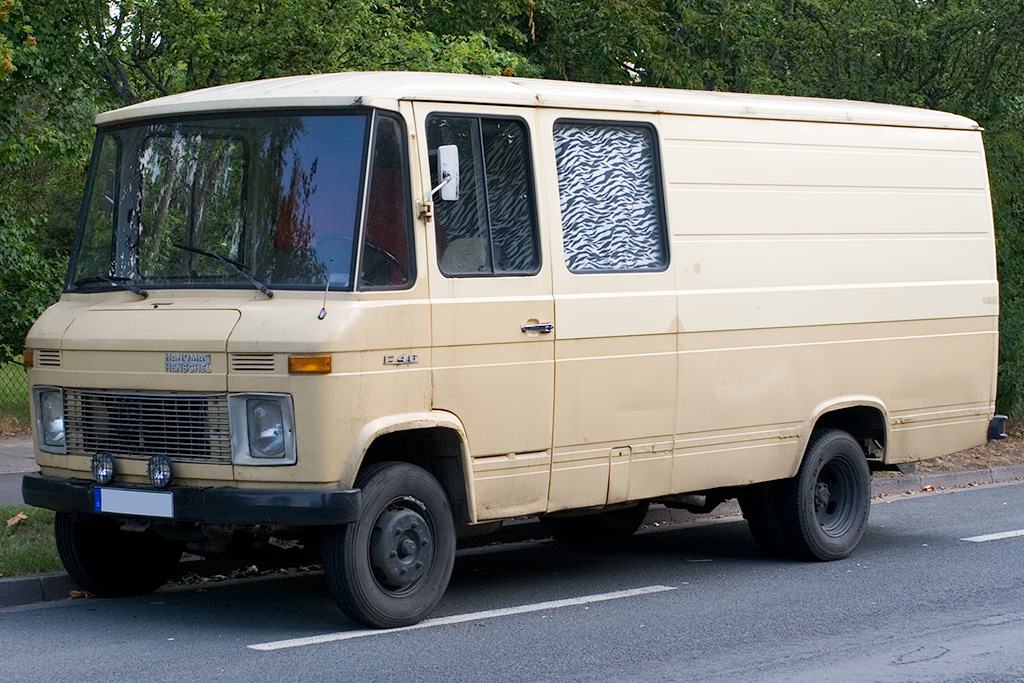
Hanomag-Henschel F46
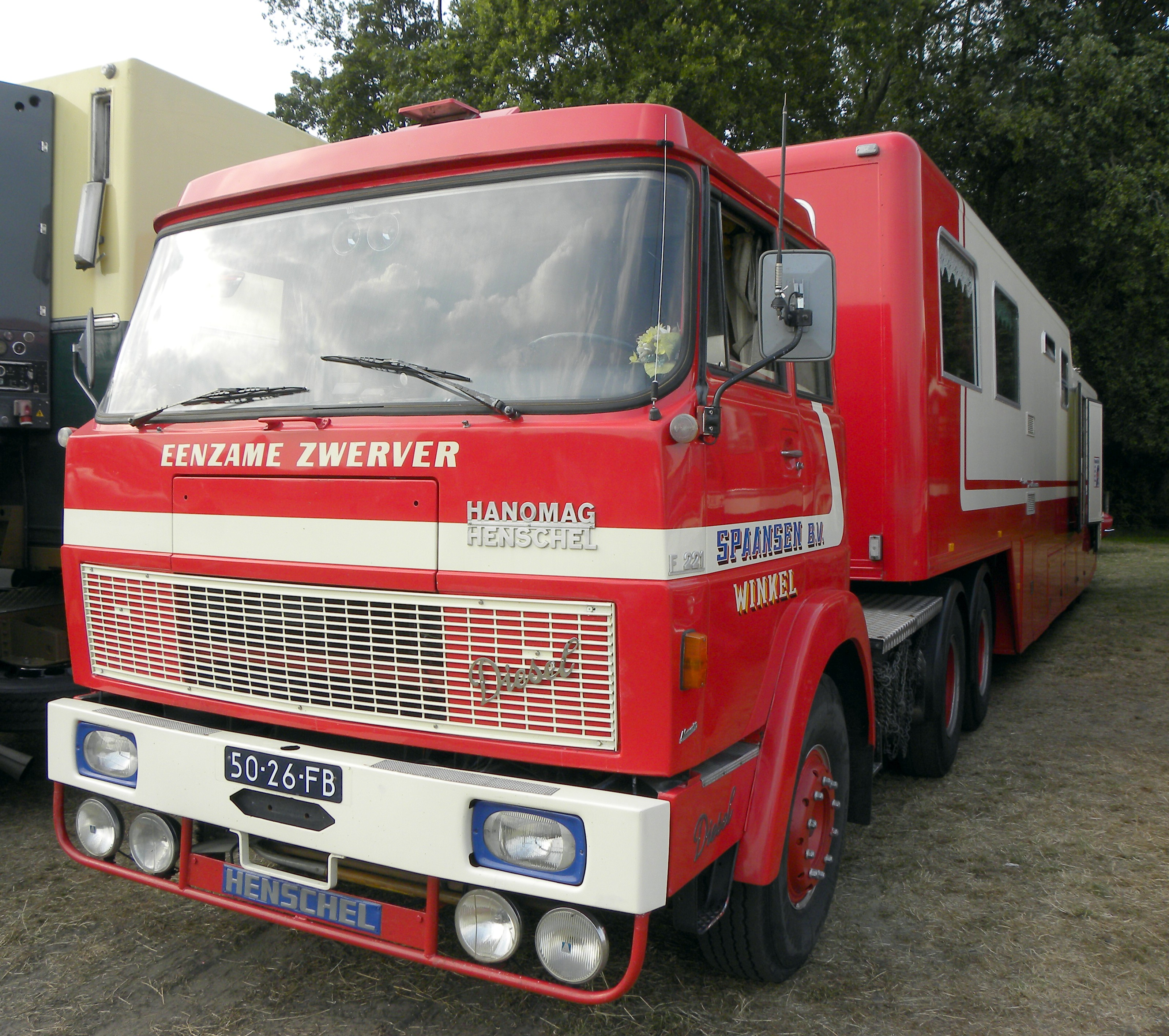
Hanomag-Henschel F221-3